# Ciudad Evita
Ciudad Evita è una città dell'Argentina, situata nel partido di La Matanza, in provincia di Buenos Aires.

## Geografia
Ciudad Evita sorge a 24 km a sud-ovest dal centro di Buenos Aires, nel sud-ovest della conurbazione della Gran Buenos Aires. A 6 km dalla città si trova l'Aeroporto internazionale di Ezeiza.

## Storia
Ciudad Evita fu fondata dal presidente Juan Domingo Perón nel 1947 con il Decreto N° 33221. Fu intitolata ad Eva Duarte, consorte del capo di stato argentino e la forma stessa della città fu volutamente progettata affinché richiamasse il profilo della donna. Le sue 15.000 abitazioni furono costruite in stile revival coloniale spagnolo.
A seguito del golpe del 1955 che rovesciò Perón, Ciudad Evita fu ribattezzata Ciudad General Belgrano, salvo poi tornare alla sua denominazione originale nel 1973 con il ritorno al potere dei peronisti. Nel 1963 l'amministrazione città, che fino ad allora era stata di competenza dal Banco Hipotecario Nacional, passò nelle mani della municipalità del partido di La Matanza.
Il 13 luglio 1977, con l'Ordinanza 7142, il  governo argentino cambiò il nome di Ciudad Evita in Ciudad General Martín Miguel de Güemes. Nel 1983, con il ritorno alla democrazia, la città recuperò nuovamente la sua denominazione originale. Nel 1997 la città fu proclamata luogo storico nazionale.